# 航空整備士

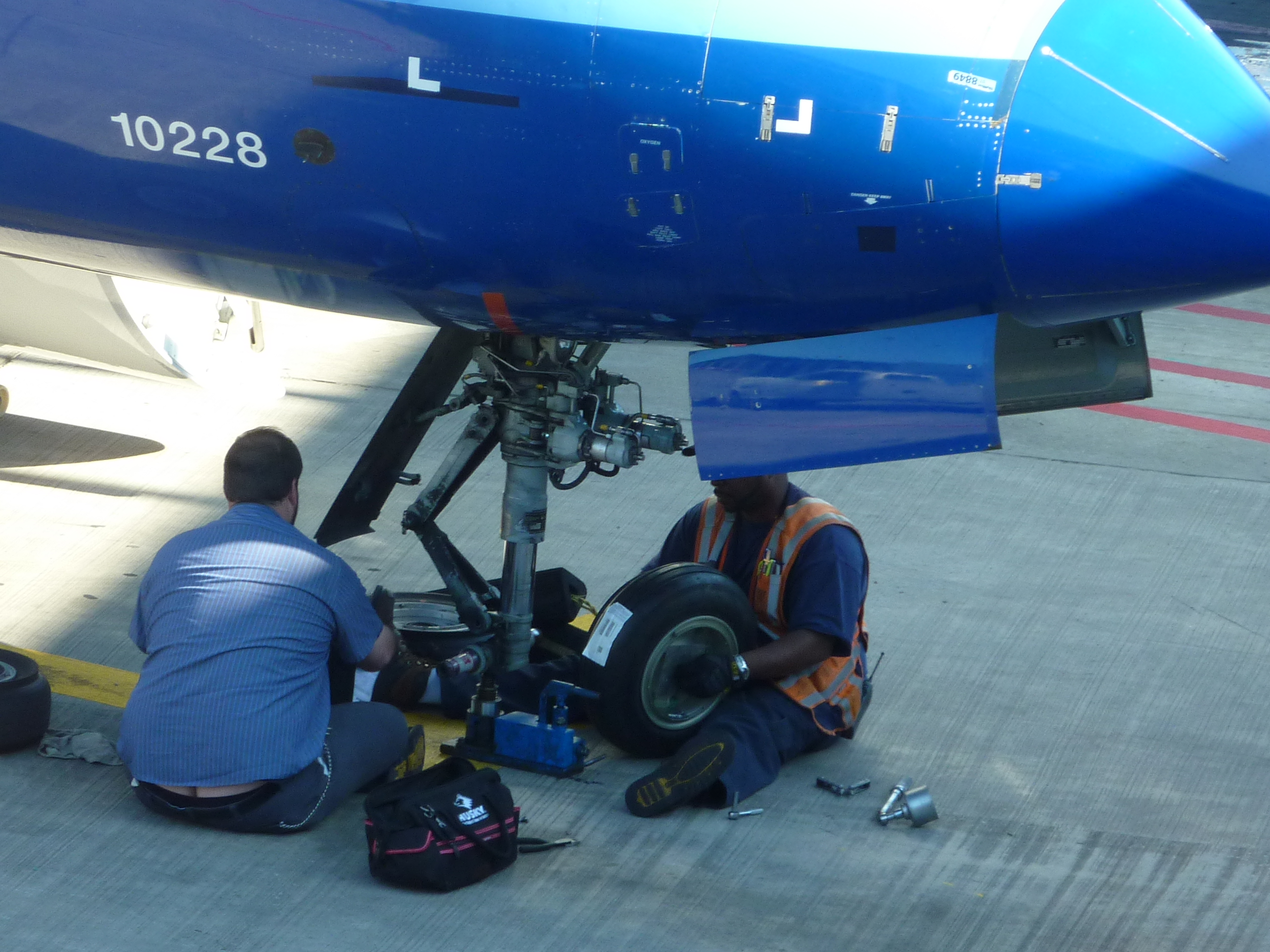
ボンバルディア CRJ700の前輪を交換する航空整備士

航空整備士（こうくうせいびし）は、国家資格である航空従事者のうちの1つ。

## 概要
航空機の整備を行うのに必要な資格であり、整備された航空機について航空法第19条第2項（以下、「法令」）に規定する確認の行為を行う。
種別は一等、二等がある。整備を実施した航空機について法令に規定する確認の行為を行う航空整備士、同じく確認の行為を行う航空運航整備士、整備または改造をした航空機について同じく確認の行為を行う航空工場整備士がある。ただし、航空運送事業の用に供する航空機で、一定の条件を満たす修理を実施した場合は、その確認を航空整備士ではなく、認定事業場の確認主任者が行う。
国土交通省管轄であり、国家試験は、試験には一等整備士が20歳以上、一等運航整備士が18歳以上、二等整備士が19歳以上、二等運航整備士が18歳以上の年齢制限があるほか、航空経歴として一定の整備の経験が必要であり、資格取得の難易度は高い。

## 試験の流れ
学科試験が年3回実施されている。全科目100点満点のうち70点以上で合格であり、試験で一部学科が不合格でも、次回試験ではすでに合格している学科については免除され、残りの学科を1年以内に受験しなければならない。学科試験合格後、2年以内に各種書類のコピーを提出してから、実地試験を受ける。最初の実地試験に不合格でも、学科試験の合格後の2年以内において、実地試験を再受験することができる。実地試験に合格後は、技能証明書の交付通知書が送付されて、地方航空局または航空局保安部運航安全課に登録免許税納付書を提出すると、整備士の航空従事者技能証明書が交付される。

## 試験科目
学科
1. 機体（航空力学理論含む）
2. 発動機知識
3. 電子部品等
4. 航空法規（ヒューマン・ファクタ含む）

実技
1. 整備基本技術
2. 整備・検査知識
3. 整備技術
4. 点検作業
5. 動力装置操作

## 自衛隊
自衛隊では、自衛隊法第107条により航空法第四章 航空従事者（業務範囲）第28条第1項及び第2項が適用除外となっているため、防衛大臣が発行する航空従事者技能証明「整備士」を保有する航空発動機整備員、航空電機計器整備員、航空電子整備員、航空武器整備員、航空機体整備員などの職種の隊員が航空機の整備にあたっている。